# Philotiella bohartorum
Philotiella bohartorum är en fjärilsart som beskrevs av Tilden 1967. Philotiella bohartorum ingår i släktet Philotiella och familjen juvelvingar. Inga underarter finns listade i Catalogue of Life.